# 아프로디테 가스전
틀:Infobox oil field
아프로디테 가스전은 키프로스 남부 해안에 위치한 해상 가스전으로, 키프로스 해양 배타적 경제 수역의 탐사 시추 블록 12에 위치하며, 이스라엘 영해에 있는 이샤이 가스전과 접해 있다. 이스라엘의 레비아탄 가스전 서쪽 34 킬로미터 (21 mi)에 위치한 블록 12에는 3.6 to 6조 세제곱피트 (100×109 to 170×109 m3)의 천연가스가 매장되어 있는 것으로 추정된다. 2014년, 아프로디테에 매장된 천연가스량에 대한 매장량 추정치는 델레크 드릴링이 이스라엘 증권청에 보고한 이샤이 유망지에서 받은 새로운 데이터로 인해 12% 증가했다. 이 가스전 개발 비용은 25억 달러에서 35억 달러 사이로 추정되었다.
노블 에너지는 2008년 10월에 블록 12를 탐사할 조업권을 획득했다. 2011년 8월, 노블 에너지는 블록의 상업적 개발에 대해 키프로스 정부와 생산 분담 계약을 체결했다. 9월 중순 키프로스 소식통은 노블이 블록에 대한 탐사 시추를 시작했다고 밝혔다. 116일이 걸린 시추 결과, 아프로디테 가스전의 고품질 마이오세 사암층에서 가스가 발견되었다.
2015년, 노블 에너지, 델레크 드릴링, 아브너 석유 탐사는 개발 및 생산 계획을 위해 가스전의 상업성 선언서를 제출했다. 노블 에너지는 아프로디테가 포함된 블록 12의 35% 지분을 BG에 1억 6,500만 달러에 매각했다.
2023년 5월 7일, 아프로디테 가스전에서는 처음으로 셰브론과 로열 더치 쉘을 포함한 파트너들이 평가 시추를 시작했다. 아프로디테에서의 천연가스 시추는 빠르면 2027년에 시작될 것으로 예상된다.

## 아프로디테-이샤이 분쟁
아프로디테 가스전은 키프로스와 이스라엘 간의 분쟁 대상이 되어왔다. 이 가스전의 일부인 이샤이 부분이 이스라엘 해상 구역으로 뻗어 있어 아프로디테에서 가스를 채굴하면 이스라엘 측에서 이용할 수 있는 가스량이 줄어들 수 있기 때문이다. 일부 추정치에 따르면 전체 매장량의 최대 10%가 이스라엘 소유일 수 있으며, 이는 거의 15억 달러 상당의 가스 10 BCM에 해당한다. 2018년 5월, 이스라엘 에너지부 장관 유발 슈타이니츠는 벤야민 네타냐후 총리와 함께 키프로스에서 회담을 가졌으며, 분쟁이 6개월 이내에 해결될 수 있지만 합의에 도달하지 못하면 전문 중재인에게 양측의 조사 결과를 검토하고 적절한 분할을 결정하도록 요청할 것이라고 말했다.
2018년 7월, 아프로디테와 이샤이 가스전 간의 수익 분배 방식과 OECD 또는 EU 규칙 적용 여부에 대한 분쟁에도 불구하고 개발이 진행되었다. 아프로디테 파트너들은 키프로스 정부에 가스전을 개발하고, 키프로스 사용자들에게 가스를 판매하며, 이집트로 수출하는 계획을 제출했다.
2019년 11월, 델레크 드릴링, 노블 에너지, 쉘은 아프로디테 가스전 개발을 위해 키프로스와 25년 조업권 계약을 체결했다. 이에 대해 이스라엘 에너지부 국장 우디 아디리는 2019년 11월 24일 파트너 회사들에게 이스라엘과 키프로스 정부 간의 합의에 도달하기 전까지는 개발을 시작해서는 안 된다는 서한을 보냈다. 키프로스 에너지부 장관 요르고스 라코트립스는 서한에 대해 아프로디테 개발은 계획대로 계속될 것이며, 블록 통합에 대한 "특별 협정" 절차가 진행 중이며 따를 것이고, 아프로디테 개발과 특별 협정 절차 사이에는 아무런 관련이 없다고 답변했다. 키프로스는 파트너들에게 개발 허가를 부여했으며, 파트너들은 향후 2년간 평가 시추 및 기본 설계 (FEED) 작업을 수행하고, 2022년에 최종 투자 결정을 내릴 예정이다. 아프로디테 가스가 쉘이 운영하는 이드쿠 시설에서 처리되어 2025년까지 LNG로 재수출될 별도의 프로젝트로 건설될 파이프라인을 통해 하루 23백만 세제곱미터 (800백만 세제곱피트)까지 이집트로 수출하는 상업 계약이 모색되고 있다.
2021년 3월, 이스라엘 에너지부 장관 유발 슈타이니츠는 니코시아에서 키프로스 에너지부 장관 나타샤 필리데스와 만났다. 장관들은 아프로디테 가스전 키프로스 측에서 운영하는 회사들이 이스라엘 측(이샤이)에서 운영하는 회사들과 협상하여 이스라엘 회사들의 가스전 지분에 대한 보상 방안을 합의하기로 했다. 이들은 회사들이 180일 이내에 합의에 도달하지 못하면 분쟁은 국제 전문가에게 회부되어 또 다른 180일 이내에 문제를 해결하려고 노력할 것이라고 말했다. 회사들 간의 합의는 어떠한 경우에도 각 정부의 승인을 받아야 한다. 양국은 또한 국제법 및 이전 합의에 따라 자국 영토 내 가스전에 대한 권리를 보유한다고 명시했다.
2022년 러시아의 우크라이나 침공을 고려하여, 필리데스와 이스라엘 장관 카린 엘하라르는 2022년 9월에 합의가 임박했다고 발표했다.

## 같이 보기
- 키프로스의 에너지
- 키프로스-튀르키예 해양 분쟁

## 더 읽어보기
- Kassinis, Solon (May 2011). “Offshore Cyprus: A New Frontier & Emerging Region” (PDF). Ministry of Commerce, Industry and Tourism. 2012년 4월 19일에 원본 문서 (PDF)에서 보존된 문서. 2011년 9월 23일에 확인함.
- “Maritime Space: Maritime Zones and Maritime Delimitation – Cyprus”. 유엔. 2011년 7월 13일.
- Öztürk, Bayram; Sertaç Hami Başeren (2008). 《The exclusive economic zone debates in the Eastern Mediterranean Sea and fisheries》 (PDF). 《Journal of the Black Sea / Mediterranean Environment》 14. 77–83쪽. 2014년 2월 20일에 원본 문서 (PDF)에서 보존된 문서.
- Hadjistassou, Constantinos (2011년 12월 22일). “Connecting the Dots for a Prosperous Hydrocarbons Industry in Cyprus”. 2013년 12월 17일에 원본 문서에서 보존된 문서. 2012년 12월 12일에 확인함.